# 小濱神社秋季祭礼
小濱神社秋季祭礼（おばまじんじゃしゅうきさいれい）とは、石川県内灘町大根布地区にある小濱神社の秋の祭りである。

## 概要
小濱神社の鎮座を記念して毎年10月の第3土曜日から3日間開催され、加賀百万石として知られる前田家からの信仰を多く集めていたからか、
百万石まつりを模した奴行列を行う（どちらかというとほうらい祭りに近い）。氏子区域のうち、大根布一丁目 - 五丁目地区には祭りにおいて重要な
働きをする団体で、それぞれ
- 1丁目（いちぶらく）… 第一町内連合会
- 2丁目（にぶらく） … 出村連合会
- 3丁目（さんぶらく）… 中嶋連合会
- 4丁目（よんぶらく）… 上出連合会
- 5丁目（ごぶらく） … 下出連合会

となっている。各連合会員と他町内等タビのゲストが獅子頭、獅子尾、棒振り、笛、太鼓、錦帯係、子供神輿係、ビデオ係、写真係及び事務所当番などを行う。
この連合会と神社の神職（斉藤親子）、大根布壮年団及び青年団などの団体、そして氏子区域からのゲストによって、祭りは運営されている。

## 祭り
1日目（宵祭）
氏子の連合会の獅子がそれぞれ町の広範囲を練り歩く。連合会と関係の深い人の家の前では獅子舞、棒振りを行う。
2日目（本祭）
氏子の5連合会の獅子舞に加え子供神輿や、連合会によらず、神社が行う神輿行列が大根布地区を練り歩き、地区内に点在する「旗棒」地点で神輿行列と獅子舞が会い、練り合い、巫女舞、棒振を行う。小学生から高齢者まで、町内総出、町外の氏子区域からも参加者が募る。最も盛り上がる日。神輿行列は、各旗棒ごとに路線バスのバス停のように到着時刻が決められており、獅子舞もそれにあわせて在所周りを中断し旗棒地点へ行かなければならない。なお、神輿行列が神社を出発するときと到着する時には、5発ほどの号砲が打ち上げられる。本祭りの最後には、夜の小濵神社に各連合会の獅子が毎年きめられる順番によって入場し、掛け声を上げ続けながら獅子頭を神輿に噛み付かせて境内を鳥居側、神社側、と何度も往復する「送り御練」が行われる。
3日目（しまい祭り）
獅子舞などの練り歩きはなく、午後から神社の境内裏にある「こどものひろば」に特設土俵を設けて、祭りの最後を締める「奉納子供相撲大会」が開催される。この日は月曜日だが、相撲大会に参加する各連合会の置かれた町内会住在の小学生は、学校を早退して参加する。その後夜、各連合会では慰労会が開催され、祭りが終了。翌日祭具の方付けが行われる。

## 祭りの場面
棒振り（ぼうふり）
各町内を練り歩く時、各民家の前で行われる。まず獅子が眠っているかのように玄関先で待機し、その間に棒振りが各家庭の玄関で祈祷を行い、獅子の前に進んで構える。獅子が起きて左右に這うように舞い始めるのを合図に棒振りが一番演じ、棒振りの演技が終了すると連合会の役員がその家庭に御札を渡し次の家庭へ進む。棒振りは棒や太刀、鎖鎌、薙等を手にした棒振りが巨大な獅子に立ち向かういわゆる加賀獅子である。棒振りの演技やその時に演奏される笛太鼓の音楽は、基本的な部分では統一性があるものの各連合会ごとに独特のものとなっている。
獅子舞（ししまい）
宵祭、本祭にそれぞれ1回程度、小濵神社で行われるもの。まず鳥居から獅子が掛け声とともに拝殿へ突進し、そのまま階段を駆けあがって拝殿左手の縁側に上り、上段の構えで激しく舞う。やがて獅子頭は構えを下げながら右へ、左へと這うように移動し、階段を徐々に降りていく。その時、激しかった舞もだんだんとゆったりとした舞になっていく。そして階段を降り切っても徐々に前進を続け、再び舞が激しくなったところで舞を終え、一度階段を上った後、掛け声と共に鳥居側へ突進する。突進中、境内の中央あたりに達したところで獅子の中に入っている連合会のアカバ衆たちが２手に分かれ、獅子の蚊帳を綱引きのように引っ張り合いながら掛け声を上げ続け、少しずつ鳥居側へ前進していく。（ここまでを獅子舞の一番とする。）鳥居に達すると獅子は拝殿側へ向きを替え、蚊帳の中から笛、太鼓役が手水舎の前へ移動し準備した後、境内で棒振りを二番演じる。その後、獅子がもう一度拝殿へ突進してもう一番獅子舞を演じ、鳥居を出ると次の連合会に交代する。なお、拝殿上で徐々に階段を下りていく場面では、基本的に獅子の中のアカバ衆は「ワッサイワッサイ」と掛け声を上げているが、時折替え歌や祭礼行列のやっこのような芸、さらには小道具などで観客を楽しませることがある。
祭礼行列（さいれいぎょうれつ）
本祭りの日に渡御される。天狗・奴・地区役員・神主・神輿・旗持ち・小濱太鼓の順で大根布区内を練り歩き、旗棒地点では奴（やっこ）は、狭箱、毛槍、傘、赤台傘、薙刀と続き、掛け声をかけながら町内を練り歩くほか、ギャグを披露し観客を楽しませることもある。各連合会の獅子と練り合い、巫女舞、棒振を行う。また場所によっては、行列の神輿の後ろに獅子が噛み付く形で後ろに続くこともある。
練り合い（ねりあい）
祭の中で何度も見られる、神輿と獅子が衝突するシーン。獅子が神輿に噛み付き、神輿はそれを振り払おうと何度も円を描くように回る。獅子もそれを、「どーどーこーしーのー」と掛け声を上げ続けながら追いかけ回す。ある程度開けた場所で行う必要があり、旗棒地点や道路上などで行われる。特に本祭に小濵神社の境内で昼と夜に二度行われるものは一度目を「迎え御練り」、二度目を「送り御練り」と呼び、この祭り一番の盛り上がりを見せる場面である。